# Txurten Luze (manzana)
Txurten Luze es el nombre de una variedad cultivar de manzano (Malus domestica). Esta manzana está cultivada en diversos viveros entre ellos algunos dedicados a conservación de árboles frutales en peligro de desaparición. La manzana 'Txurten Luze' es originaria de Guipúzcoa, donde tuvo su mejor época de cultivo comercial en la década de 1960, y actualmente en menor medida aún se encuentra. Existe una variedad similar con el mismo nombre pero la epidermis más roja.

## Sinónimos
- "Manzana Churten Luze",[7][8][9]
- "Txurten Luze Sagarra".

## Historia
'Txurten Luze' es una variedad de manzana culivada en Guipúzcoa está considerada incluida en las variedades locales autóctonas muy antiguas, cuyo cultivo se centraba en comarcas muy definidas. Se caracterizaban por su buena adaptación a sus ecosistemas y podrían tener interés genético en virtud de su adaptación. Estas se podían clasificar en dos subgrupos: de mesa y de sidra (aunque algunas tenían aptitud mixta).

'Txurten Luze' es una variedad mixta, clasificada como de mesa, también se utiliza en la elaboración de sidra; difundido su cultivo en el pasado por los viveros comerciales y cuyo cultivo en la actualidad se ha reducido a huertos familiares y en la elaboración de sidra.

## Características
El manzano de la variedad 'Txurten Luze' tiene un vigor Medio; florece a inicios de mayo; tubo del cáliz en forma de embudo corto, y con los estambres situados en su mitad.
La variedad de manzana 'Txurten Luze' tiene un fruto de tamaño medianamente pequeño; forma tronco-cónica, más ancha que alta, con un lado más desarrollado, y con contorno irregular achatado; piel gruesa y lisa semi-brillante, algo rugosa; con color de fondo verde amarillento, siendo el color del sobre color lavado rosado, importancia del sobre color medio, siendo su reparto en chapa, con chapa muy levemente rosada en la zona de insolación, acusa punteado negro, y una sensibilidad al "russeting" (pardeamiento áspero superficial que presentan algunas variedades) muy débil; pedúnculo muy largo como dice su nombre, anchura de la cavidad peduncular es media, profundidad de la cavidad pedúncular es media con los bordes semi irregulares, y con una  importancia del "russeting" en cavidad peduncular débil; anchura de la cavidad calicina poco ancha, profundidad de la cav. calicina leve, y de la importancia del "russeting" en cavidad calicina débil; ojo pequeño y cerrado; sépalos triangulares y muy carnosos en la base.
Carne de color blanco, blanda y crujiente. De mucho zumo y poco aroma; textura crujiente, y fina, jugosa, fundente; sabor característico de la variedad, agri dulce y agradable, muy bueno; corazón de tamaño medio, desplazado. Eje abierto. Celdas arriñonadas, cartilaginosas de color verde claro. Semillas aristadas, puntiagudas, de tamaño medio, color marrón claro uniforme.
La manzana 'Txurten Luze' tiene una época de maduración y recolección media en el otoño, se recolecta desde mediados de septiembre hasta mediados de octubre, madura durante el invierno aguanta varios meses más. Tiene uso mixto pues se usa como manzana de mesa fresca, y también como manzana para elaboración de sidra.